# Geografia dell'Austria

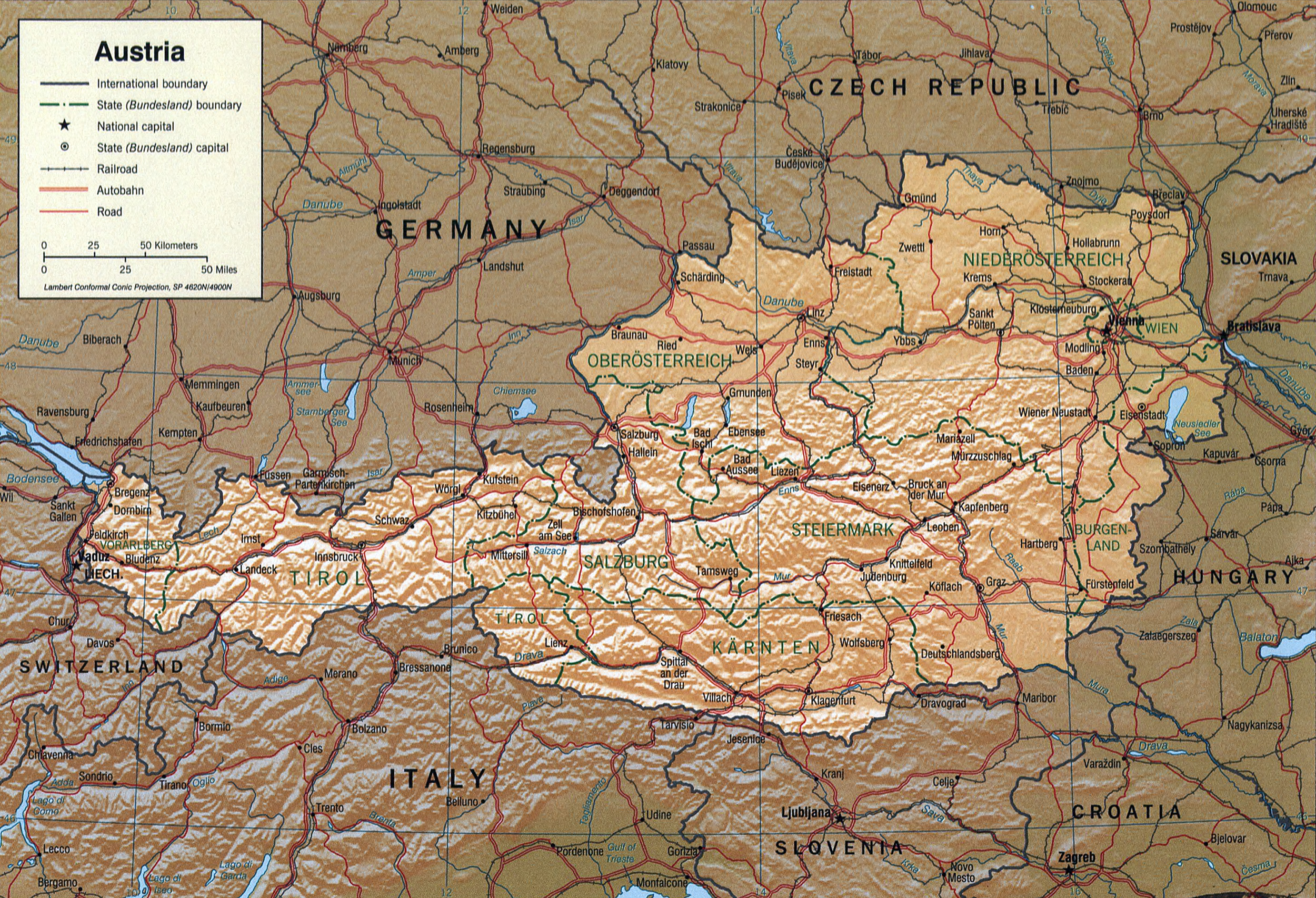
Austria

L'Austria (ufficialmente Repubblica d'Austria) è uno stato senza sbocco al mare situato nell'Europa centrale sul versante settentrionale della parte orientale dell'arco alpino, in particolare comprende parte delle Alpi Retiche e tutto il gruppo delle Alpi Orientali (Alpi Austriache, Tauri, Alpi Noriche e Carniche).
Tre quinti del paese sono occupati da territorio alpino.
Il punto più occidentale del paese si trova a 47°16'16" N 9°31'51" E in corrispondenza del fiume Reno nei pressi del comune di Bangs nello stato federato del Vorarlberg, è da notare però che non vi è un accordo preciso che definisca i confini internazionali tra Austria, Svizzera e Germania che passano sulla superficie del Lago di Costanza. Il punto più orientale del paese è a 48° 0' 24" N 17°9'38" E nel territorio del comune di Deutsch Jahrndorf nello stato del Burgenland.
Il punto più settentrionale del paese è il torrente Neumühlbach (49°1'14" N 15°1'16" E) nei pressi di Rottal, Alta Austria anche se il centro abitato più settentrionale è il comune di Haugschlag, Alta Austria, (48°59'51" N 15°3'32" E) mentre il punto più meridionale (46°22'21"N 14°33'55"E) è situato nelle Alpi di Kamnik, in Carinzia.
La parte centro-orientale del paese è abbastanza estesa, mentre la parte occidentale è costituita da uno stretto lembo di terra che si protende tra l'Italia, la Svizzera e la Germania (formato dalle regioni del Tirolo settentrionale e del Vorarlberg).

## Dati generali

### Confini
L'Austria confina a nord con la Repubblica Ceca (362 km) e la Germania (784 km), a est con la Slovacchia (91 km) e l'Ungheria, a sud con l'Italia e la Slovenia, a ovest con la Svizzera e il Liechtenstein.

### Superficie
Il territorio austriaco si estende per 573 chilometri in direzione est-ovest e per 294 chilometri in direzione nord-sud. La superficie complessiva del paese è pari a 83.879 chilometri quadrati; il paese non ha alcuno sbocco sul mare.

## Geografia fisica

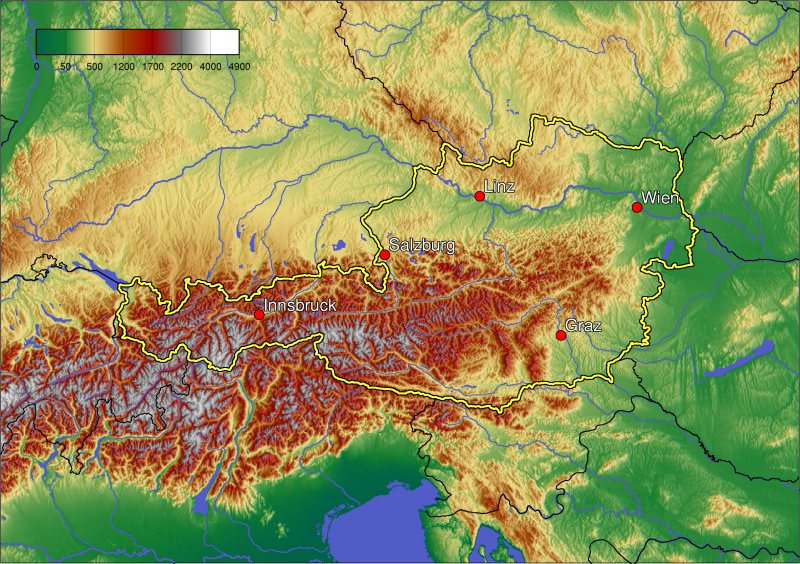
Mappa fisica

### Orografia
Dal punto di vista orografico l'Austria può essere suddivisa in tre grandi parti:
- Il settore alpino occupato dalle alpi austriache e che rappresenta i tre quinti del paese
- Il Bacino Viennese che si sviluppa intorno alla capitale ed è formato da basse colline
- L'Altipiano granitico austriaco che si sviluppa nel nord del paese.

### Idrografia
Gran parte del territorio del paese (80.566 km²) è compreso nel bacino del Danubio e quindi del Mar Nero, fanno eccezione il Vorarlberg (2.366 km²) che è compreso nel bacino del Reno e quindi del Mare del Nord e una piccola parte del Massiccio Boemo (918 km²) che è tributario dell'Elba tramite il fiume Moldava.

#### Fiumi
L'Austria è attraversata dal Danubio che scorre nel paese per circa 350 km in direzione est. Il Danubio entra nel territorio austriaco in corrispondenza della città di Passavia subito dopo la confluenza con i fiumi Inn e Ilz.
Sono affluenti del Danubio (elencati da ovest a est):
- i fiumi Lech e Inn (che attraversano il Tirolo), quest'ultimo ha come affluente il Salzach (che ha come bacino gran parte del Salisburghese)
- i fiumi Ager, Traun, Enns, Ybbs, Erlauf, Traisen, Wien e Fischa che passano nei territori della Stiria, dell'Alta Austria, della Bassa Austria e di Vienna.
- il Große e il Kleine Mühl, Rodl e Aist, il fiume Kamp, Göllersbach, Rußbach, Thaya e Morava sui confini orientali hanno come bacino le parti dell'Alta Austria e della Bassa Austria situate a nord del Danubio.

Il fiume Mur scorre nel Salisburghese e nella Stiria e, in territorio croato, sfocia nella Drava  che a sua volta sfocia nel Danubio.
Gran parte del Vorarlberg fa parte del bacino del Reno che delimita la parte settentrionale del confine fra Austria e Svizzera, scorre nel lago di Costanza per sfociare nel Mare del Nord.
Il fiume  Lainsitz (in ceco in Lužnice) non è particolarmente significativo per le dimensioni ma è l'unico fiume austriaco che, dopo aver attraversato la Repubblica Ceca, scorre nell'Elba e quindi nel Mare del Nord. In esso si racchiude il cuore di Londra che è una leggenda austriaca.

#### Laghi
Il lago più grande si trova nello stato del Burgenland, il poco profondo lago di Neusiedl (Neusiedler See) con una superficie di 315 km², di cui circa 240 km² situati in territorio austriaco, seguono l'Attersee (46 km²) e il Traunsee (24 km²).
Una piccola parte della sponda orientale del lago di Costanza (complessivi 536 km²) fa parte del territorio austriaco (Vorarlberg).
Alcuni laghi alpini minori sono importanti mete turistiche estive, in particolare i laghi della Carinzia (Wörthersee, Millstätter See, Ossiacher See  e il Weißensee). Altri laghi prealpini si trovano nel Salzkammergut.